# Коттрау, Теодоро
Теодоро Коттрау (итал. Teodoro Cottrau; 7 декабря 1827 года, Неаполь, королевство Обеих Сицилий — 30 марта 1879 года, Неаполь, королевство Италия) — итальянский композитор, музыкальный издатель и поэт, автор музыки к известной песне «Санта Лючия» (итал. Santa Lucia).

## Биография
Теодоро Коттрау родился 7 декабря 1827 года в Неаполе, столице королевства Обеих Сицилий в семье композитора и нотного переписчика французского происхождения Гульельмо Луиджи Коттрау и Джованны Чирилло, дочери Доменико Чирилло. Игре на фортепиано его обучила мать. В 1839 году, в возрасте 12 лет, выиграл конкурс и получил грант на продолжение образования от правительства Франции. Однако из-за позиции отца, принявшего гражданство королевства Обеих Сицилий и не считавшего себя более французом, от стипендии отказался.
Музыкальное образование продолжил в Неаполе сначала под руководством отца, затем обучался игре на фортепиано у Франческо Феста и композиции у Сальваторе Паппалардо. В 1847 году поступил на работу переписчиком нот в издательский дом Жирард, который впоследствии приобрёл и переименовал в Неаполитанское музыкальное общество Теодоро Коттрау. Занимался профессиональным изучением неаполитанского музыкального фольклора. В 1848 году на стихи Микеле Дзецца им была написана песня «Санта Лючия». Переведённая с неаполитанского языка на итальянский Энрико Коссовичем, во время Рисорджименто эта песня стала популярной во всей Италии и даже за границей. У многих написанных им песен Теодоро Коттрау является автором не только музыки, но и стихов.
В течение нескольких лет принимал активное участие в организации фестиваля Педигротта. Транскрибировал многие оперные партии для игры на фортепиано. Издавал произведения других композиторов и был дружен с Джузеппе Верди, Гаэтано Доницетти, Джованни Пачини, Луиджи Риччи и Федерико Риччи.
Теодоро Коттрау умер 30 марта 1879 года в Неаполе, в королевстве Италия и был похоронен на кладбище Поджореале.

## Творческое наследие
Творческое наследие композитора включает, прежде всего, многочисленные песни: «Соррентина» (неап. La sorrentina, 1844), «Цокколаро» (неап. Lo zoccolaro, 1857), «Ни веточки, ни букета» (неап. No granillo no mazzo de fiore, 1867), «Маргерита» (неап. Margherita, 1868), «Прощание с Неаполем» (неап. L'addio a Napoli, 1868), «Прощай, мой прекрасный Неаполь» (неап. Addio mia bella Napoli, 1869), «Я увидел тебя в Пьедигротта» (неап. Io ti vidi a Piedigrotta, 1869), «Скандал на площади Серра» (неап. Rissa in Piazza Serra, 1869), «Порхающая бабочка» (неап. Palummella zompa e vola, 1869), «Фея из Амальфи» (неап. La fata di Amalfi, 1869), «Сладкая и дикая» (неап. La pacchianella 'e fore, 1871), «Ла-ра, ла-ра, ла-ра я сошёл с ума!» (неап. La rà, la rà, la rà, volimmo pazzià!, 1872), «Лист руты» (неап. Fronna d'aruta, 1875) и другие. Он также является автором антологии «Музыкальная пчела-пианистка» (неап. Ape musicale pianistica), состоящей из шести пьес для фортепиано.